# Константинов стуб
Константинов стуб (тур. Çemberlitaş Sütunu; грч. Στήλη του Κωνσταντίνου Α΄; лат. Columna Constantini) је римски монументални стуб изграђен за римског цара Константина Великог у знак сећања на посвећење Константинопоља 11. маја 330. године. Изграђен око 328. наше ере, то је најстарији константиновски споменик у Истанбулу и налази се у центру Константиновог форума. Заузима друго по висини брдо од седам брда Константиновог Новог Рима, некадашњег Византиона, и био је на пола пута дуж Месе одос, главне саобраћајнице древног града.
Сама осовина стуба састављена је од веома великих порфирних цилиндричних делова стуба постављених на постољу од белог мермера које се више не види. Стуб је некада подржавао бронзану статуу цара који је држао копље и носио круну у облику зрака сунца од седам тачака, вероватно наг, а можда је држао и куглу. Његов изглед се вероватно односио на Колос са Родоса и на Колос Нерона у Риму; сви су личили на соларна божанства Хелиоса или Аполона. Статуа и капител стуба пали су након неких осам векова, и били су замењени крстом, уклоњеним, а натписи на белом мермеру капитела су видљиви и данас.
Врх колоне је 34,8 м изнад данашњег нивоа тла. Процене првобитне висине стуба, без статуе, варирају између 37 и 40 м; споменик у целини био је висок скоро 50 м. То је можда био највећи римски почасни стуб од свих, коме је конкурисао само каснији Теодосијев стуб, која је сада срушен. Константинов стуб био је виши од Трајановог стуба и стуба Марка Аурелија; његова величина се приближавала или премашивала висину Колосеума (48 м) и унутрашњу висину Пантеона (43 м) у Риму.
Турско име Чемберлиташ, од çemberli "прстен" и taş „камен“, примењен је након обнове од стране Османлија око 1515, која је осовини додала обруче за ојачавање гвожђем, а име је постало синегдоха за локално подручје: Чемберлиташ. Бронзана појачања први пут су додата већ 416. године. Пожар 1779. године зацрнио је стуб, након чега је постао познат као Спаљени стуб, а пожари су и раније оштетили споменик у 5. и 6. веку.
Стуб је место где се Јеничерилер Кадеси („Улица јаничара“) придружује Диван Јолу („Пут ка Дивану“); ове улице повезују трг Султан Ахмед са тргом Бајазит и отприлике прате ток старих одоса Месе. Римска улица водила је према истоку до Аугустајона, Хиподрома, Аја Софије, Зевсипских терми и Калкејских врата Велике палате. На запад је пут водио кроз Теодосијев форум до Филаделфиона и зидина Цариграда. На самом Константиновом форуму цар је саградио првобитни дом Византијског сената. 

## Историја
Стуб је посвећен 11. маја 330. године нове ере, мешавином хришћанских и паганских церемонија.
У Константиново доба стуб је био у центру Константиновог форума (данас познатог као трг Чемберлиташ), овалног форума смештеног изван градских зидина у близини западних врата Антониније. По подизању је стуб био висок 50 метара, изграђен од неколико цилиндричних порфирних блокова. Тачан број порфирних блокова је споран, али уобичајене бројке се крећу од седам, па све до једанаест. Те блокове надвисивала је статуа Константина у лику Аполона. Прича се да је кугла коју је носио садржала фрагмент Истинитог крста. У подножју стуба налазило се светилиште у коме су се налазиле реликвије наводно са крстова двојице лопова распетих са Исусом Христом на Голготи, корпе из (Исусовог) чуда са хлебовима и рибама, тегла са  масти која је припадала Марији Магдалени и коју је користила за миропомазање главе и стопала Исуса, и паладијума старог Рима (дрвени кип Палате Атине из Троје).
Снажна олуја 1106. године срушила је статуу и три горња цилиндра стуба. Неколико година касније, византијски цар Манојло I Комнин (владао 1143-1180) поставио је крст на место првобитне статуе и додао пригодни натпис у коме је писало „Верни Манојло је окрепио ово свето уметничко дело, које је време оштетило“. Бронзани венци су некада прекривали зглобове између бубњева, али њих су узели латински крсташи који су пљачкали град током четвртог крсташког рата 1204. године. Крст су уклонили Турци Османлије након пада Цариграда 1453.
Земљотреси и пожар 1779. године уништили су суседство које окружује стуб, остављајући га црним те је  стекао назив „Изгорели (спаљени) стуб“ (како Гибон наводи). Стуб је обновио Абдул Хамид I, који је додао данашњу зидану базу. База је ојачана 1779. Оригинална платформа стуба је 2,5 метра под земљом.

## Данас
Константинов стуб један је од најважнијих примера римске уметности у Истанбулу.
Стуб је висок 35 метара. Радови на рестаурацији трају од 1955. Пукотине на порфиру су испуњене и метални носачи обновљени 1972. године.
Од 1985. године споменици историјских подручја Истанбула, укључујући стуб, наведени су као УНЕСКО-ова светска баштина.